# Pocahontas (banda sonora)
Pocahontas (BSO) es un álbum que contiene la banda sonora de la película de  Walt Disney Pocahontas. Fue publicado en el año 1995.
Contiene las canciones de la película, escritas por Alan Menken y Stephen Schwartz, e interpretadas por Judy Kuhn, Mel Gibson, Linda Hunt, Jim Cummings, David Ogden Stiers y Vanessa L. Williams, como solistas, y por Jon Secada y Shanice, formando dúo. Fue publicado el 30 de mayo de 1995 en CD y casete. 
La banda sonora de la película es probablemente más conocida por la pista que sirve como himno de la película, «Colors Of The Wind» (Colores del viento), que ganó un Óscar, un Globo de Oro y un Grammy. Como sencillo, «Colors Of The Wind» fue el n.º 4 en la lista de éxitos de EE. UU. en 1995. 
La banda sonora también ganó el Óscar de la Academia a la Mejor Original, y vendió 2,3 millones de copias en dos meses de 1995, llegando a alcanzar el número 1 en el Billboard 200.

## Ficha artística
- Música original: Alan Menken
- Letras: Stephen Schwartz
- Productores de las canciones: Alan Menken y Stephen Schwartz
- Productor de la música: Alan Menken
- Producción ejecutiva del álbum: Chris Montan
- Arreglos: Danny Troob y Martin Erskine
- Orquestación: Danny Troob
- Arreglos vocales y director de las canciones: David Friedman
- Director musical: Danny Troob

## Publicación
- © 1995 Wonderland Music Company, Inc. (BMI) / Walt Disney Music Company (ASCAP)
- (P) 1995 Buena Vista Pictures Distribution, Inc. © The Walt Disney Company
- © y (P) 1995 The Walt Disney Company (España), S.A. Distribuido por Buena Vista Home Entertainment, S.A

## Pistas de audio
|     |                                           |                                                      |          |  |  |  |  |  |  |  |
| N.º | Título                                    | Intérprete(s)                                        | Duración |  |  |  |  |  |  |  |
| 1.  | «The Virginia Company»                    | Chorus                                               |          |  |  |  |  |  |  |  |
| 2.  | «Ship At Sea»                             | Instrumental                                         |          |  |  |  |  |  |  |  |
| 3.  | «The Virginia Company» (Reprise)          | Chorus y Mel Gibson                                  |          |  |  |  |  |  |  |  |
| 4.  | «Steady As The Beating Drum» (Main Title) | Chorus                                               |          |  |  |  |  |  |  |  |
| 5.  | «Steady As The Beating Drum» (Reprise)    | Jim Cummings                                         |          |  |  |  |  |  |  |  |
| 6.  | «Just Around The Riverbend»               | Judy Kuhn                                            |          |  |  |  |  |  |  |  |
| 7.  | «Grandmother Willow»                      | Instrumental                                         |          |  |  |  |  |  |  |  |
| 8.  | «Listen With Your Heart I»                | Linda Hunt y Bobbi Page                              |          |  |  |  |  |  |  |  |
| 9.  | «Mine, Mine, Mine»                        | David Ogden Stiers, Mel Gibson y Chorus              |          |  |  |  |  |  |  |  |
| 10. | «Listen With Your Heart II»               | Linda Hunt y Bobbi Page                              |          |  |  |  |  |  |  |  |
| 11. | «Colors of the Wind»                      | Judy Kuhn                                            |          |  |  |  |  |  |  |  |
| 12. | «Savages (Part 1)»                        | David Odgen Stiers, Jim Cummings y Chorus            |          |  |  |  |  |  |  |  |
| 13. | «Savages (Part 2)»                        | Judy Kuhn, David Odgen Stiers, Jim Cummings y Chorus |          |  |  |  |  |  |  |  |
| 14. | «I'll Never See Him Again»                | Instrumental                                         |          |  |  |  |  |  |  |  |
| 15. | «Pocahontas»                              | Instrumental                                         |          |  |  |  |  |  |  |  |
| 16. | «Council Meeting»                         | Instrumental                                         |          |  |  |  |  |  |  |  |
| 17. | «Percy's Bath»                            | Instrumental                                         |          |  |  |  |  |  |  |  |
| 18. | «River's Edge»                            | Instrumental                                         |          |  |  |  |  |  |  |  |
| 19. | «Skirmish»                                | Instrumental                                         |          |  |  |  |  |  |  |  |
| 20. | «Getting Acquainted»                      | Instrumental                                         |          |  |  |  |  |  |  |  |
| 21. | «Ratcliffe's Plan»                        | Instrumental                                         |          |  |  |  |  |  |  |  |
| 22. | «Picking Corn»                            | Instrumental                                         |          |  |  |  |  |  |  |  |
| 23. | «The Warriors Arrive»                     | Instrumental                                         |          |  |  |  |  |  |  |  |
| 24. | «John Smith Sneaks Out»                   | Instrumental                                         |          |  |  |  |  |  |  |  |
| 25. | «Execution»                               | Instrumental                                         |          |  |  |  |  |  |  |  |
| 26. | «Farewell»                                | Instrumental                                         |          |  |  |  |  |  |  |  |
| 27. | «Colors Of The Wind» (End Title)          | Vanessa Williams                                     |          |  |  |  |  |  |  |  |
| 28. | «If I Never Knew You» (End Title)         | Jon Secada y Shanice                                 |          |  |  |  |  |  |  |  |